# Marcia Clark
Marcia Rachel Clark (Alameda, California; 31 de agosto de 1953) es una abogada, fiscal, escritora y corresponsal televisiva estadounidense, reconocida por ser la fiscal principal en el Caso O. J. Simpson.

## Primeros años
Marcia Rachel Kleks (nombre de pila) nació en la ciudad californiana de Alameda, en agosto de 1953, hija de Rozlyn Kleks (de soltera Masur) y Abraham Kleks, quien había nacido en Israel y había trabajado como químico para la Administración de Alimentos y Medicamentos (FDA). Se crio en una familia judía ortodoxa. Tiene un hermano seis años más joven que ella, ingeniero. Debido al trabajo de su padre con la FDA, Marcia vivió en California, Nueva York, Míchigan y Maryland.
Se graduó en el Susan E. Wagner High School, un instituto público de Staten Island (Nueva York). Posteriormente, se graduó en 1976 en la Universidad de California en Los Ángeles (UCLA) en Ciencias Políticas y más tarde obtuvo un Doctorado en Derecho por Southwestern University School of Law.

## Carrera
Comenzó a trabajar en la Corte Estatal de California en 1979, convirtiéndose en fiscal de Los Ángeles en 1981. Trabajó como abogada del condado de Los Ángeles y fue mentor del también fiscal Harvey Giss.
Uno de los casos en los que consiguió relevancia tuvo lugar en 1991, cuando procesó a Robert John Bardo por el asesinato de la estrella televisiva Rebecca Schaeffer.

### Caso O.J. Simpson
Sin embargo, Marcia Clark es mejor recordada por haber sido el fiscal principal en el juicio que en 1995 se celebró contra O. J. Simpson por el doble asesinato de Nicole Brown Simpson y Ronald Goldman el 12 de junio de 1994. Junto a ella, Christopher Darden  formó parte de la fiscalía en el asunto.
De acuerdo a los reportes de prensa, Marcia Clark pensó que las mujeres, independientemente de su raza, simpatizarían con el asunto de la violencia doméstica del caso y se conectarían con ella personalmente. Por otro lado, la investigación llevada a cabo por la defensa sugería que las mujeres tenían mayor probabilidad de absolver que los hombres, y que los jurados no respondían bien al estilo combativo de Clark. La defensa también especuló que las mujeres negras simpatizarían menos que las mujeres blancas con la víctima, que era blanca, debido a tensiones relacionadas con matrimonios interraciales. Ambos lados aceptaron un número desproporcionado de jurados femeninos. De un grupo de posibles jurados compuesto en un 40 % por Blancos, en un 28 % por negros, en un 17 % por hispanos y en un 15 % por asiáticos, el jurado final para el juicio comprendía 10 mujeres y dos hombres, entre los cuales había nueve afroamericanos, dos blancos y un hispano.
La fiscalía creía tener un caso fuerte pese a la ausencia de testigos conocidos del crimen y la incapacidad de recuperar el arma homicida. El caso era sostenido por la evidencia de ADN, y Clark esperaba una condena. La fiscal afirmó que Simpson fue a casa de Nicole Brown la noche de autos con intención de asesinarla. Se estaba preparando para acostarse cuando abrió la puerta delantera de su casa, momento en que Simpson la agarró antes de gritar y la atacó con un cuchillo. Evidencia del forense del condado de Los Ángeles establecía que Ron Goldman llegó al portón del frente de la casa en algún momento durante el asalto, y aparentemente el asaltante lo atacó y lo apuñaló repetidamente en el cuello y el pecho con una mano mientras le impedía moverse estrangulándolo con un brazo.
La defensa intentó convencer al jurado de que Simpson no era físicamente capaz de llevar a cabo los asesinatos, afirmando que Goldman era un joven en forma que luchó firmemente contra su atacante. Simpson era un exjugador de fútbol profesional de 46 años con artritis crónica. Tenía cicatrices en sus rodillas por viejas heridas del fútbol. Pero Clark presentó como evidencia un vídeo de ejercicios que Simpson había realizado unos meses antes de los asesinatos llamado El mantenimiento mínimo de O. J. Simpson: Fitness para hombres, el cual mostraba que, pese a algunas condiciones y limitaciones físicas, Simpson no era nada frágil.
Tanto Clark como Darden presentaron en los días que duró el juicio numerosas pruebas incriminatorias al jurado. Análisis de ADN de sangre encontrado en el Bronco de Simpson, perteneciente tanto a O.J. como Brown y Goldman; mechones de pelo de Simpson en la camiseta de Goldman; ADN en el guante izquierdo encontrado; la prueba de coincidencia de que ambos guantes encontrados en puntos distintos eran del mismo par; o los registros de O.J. Simpson acusado de maltratar físicamente a Nicole Brown en 1989, con fotografías de Nicole magullada.
Marcia Clark publicó años después un libro sobre el caso llamado Sin duda (Without a Doubt) en el que relataba los procedimientos del juicio, desde la selección del jurado hasta los resúmenes finales. Concluyó que nada pudo haber salvado su caso, dada la estrategia de la defensa de resaltar las cuestiones raciales relacionadas con Simpson y el Departamento de Policía, y la predominancia de negros en el jurado. En su opinión, la evidencia material de la fiscalía, particularmente el ADN, debería haber condenado a Simpson fácilmente. El hecho de que no lo hiciera, afirmó, era prueba de un sistema judicial comprometido por cuestiones de raza y celebridad.

### Años posteriores
Tras el mediático y polémico juicio contra O. J. Simpson, Clark decidió apartarse de la fiscalía. En 1997 publicó, junto a Teresa Carpenter, un libro en el que contaba su perspectiva del caso titulado Without a Doubt, acuerdo por el que le pagaron hasta 4.2 millones de dólares.
Desde el juicio de Simpson en 1995, Clark ha hecho numerosas apariciones en televisión, donde ha sido corresponsal especial en temas jurídicos para Entertainment Tonight. También participó en Headline News (HLN), donde analizó el juicio contra Casey Anthony. En julio de 2013, Clark trabajó para CNN dando su comentario profesional sobre el juicio de George Zimmerman.

## En la cultura popular
En agosto de 2013, Marcia Clark apareció en la serie televisiva Pequeñas mentirosas, interpretando el papel de la abogada Sidney Barnes en el episodio «Now You See Me, Now You Don't».
En 2015, Clark fue parodiada en la sitcom Unbreakable Kimmy Schmidt por Tina Fey. Fey fue nominada en los Premios Primetime Emmy a la Mejor actriz invitada por este papel.
Clark apareció en 2016 en el documental ganador del Premio Oscar O.J.: Made in America, donde relataba su actuación en el caso. Además, fue recreada en la pequeña pantalla a través de la miniserie The People v. O. J. Simpson: American Crime Story, donde fue interpretada por Sarah Paulson, papel que le valió la aclamación de la crítica y el Globo de Oro a la mejor actriz de miniserie o telefilme, así como el Emmy a la Mejor actriz, gala a la que acudió con la propia Clark. Katey Rich escribió en la revista Vanity Fair que la serie posicionaba a Clark como una «heroína feminista».

## Vida personal
Cuando tenía 17 años, Clark fue violada en un viaje a Eilat, en Israel. Al comentar el tema, dijo que fue una experiencia con la que no trató hasta mucho más tarde, y que influyó en su decisión de convertirse en fiscal.
En 1976, Clark se casó con Gabriel Horowitz, un jugador profesional de backgammon israelí, al que conoció mientras estudiaba en UCLA. El matrimonio se divorció en 1980, sin hijos, por medio de un divorcio exprés.
El mismo año de su divorcio, Clark se casó en segundas nupcias con Gordon Clark, un programador informático que trabajaba para la Iglesia de la Cienciología. El matrimonio, que tuvo dos hijos, nacidos en 1990 y 1992, se divorció en 1995, en pleno juicio de O.J. Simpson. Gordon argumentó que debía recibir la custodia de sus hijos debido a las largas horas que Marcia pasaba trabajando para el caso.
En la actualidad reside en la localidad californiana de Calabasas.

## Publicaciones

### No ficción
- Without a Doubt (1997). Viking Press. ISBN 978-0-670-87089-9

### Serie de Rachel Knight
- Guilt By Association (2011). Mulholland Books. ISBN 978-0-316-12951-0
- Guilt By Degrees (2012). Mulholland Books. ISBN 978-0-316-12953-4
- Killer Ambition (2013). Mulholland Books. ISBN 978-0-316-22094-1
- The Competition (2014). Mulholland Books. ISBN 978-0-316-22097-2
- If I'm Dead: A Rachel Knight Story (2012). Mulholland Books. Digital.
- Trouble in Paradise: A Rachel Knight Story (2013). Mulholland Books. Digital.

### Serie de Samantha Brinkman
- Blood Defense (2016). Thomas & Mercer. ISBN 978-1-503-93619-5
- Moral Defense (2016). Thomas & Mercer. ISBN 978-1-503-93977-6